# Гайді
«Гайді» ([ˈhaɪdi] ;німецька: [ˈhaɪdi]) — дитячий художній роман, виданий між 1880 і 1881 роками швейцарською письменницею Йоганною Шпірі, спочатку опублікована у двох частинах під назвою «Гайді: її роки мандрів і навчання» (нім. Heidis Lehr- und Wanderjahre) і «Гайді: Як вона використала те, що навчилася» (нім. Heidi kann brauchen, was es gelernt hat). Це роман про події в швейцарських Альпах у житті 5-річної дівчинки, яка була під опікою дідуся по батьківській лінії. Вона була написана як книга «для дітей і тих, хто любить дітей» (як цитується з її підзаголовка).
«Гайді» — одна з найпопулярніших книг, які коли-небудь були написані, і входить до числа найвідоміших творів швейцарської літератури.

## Сюжет

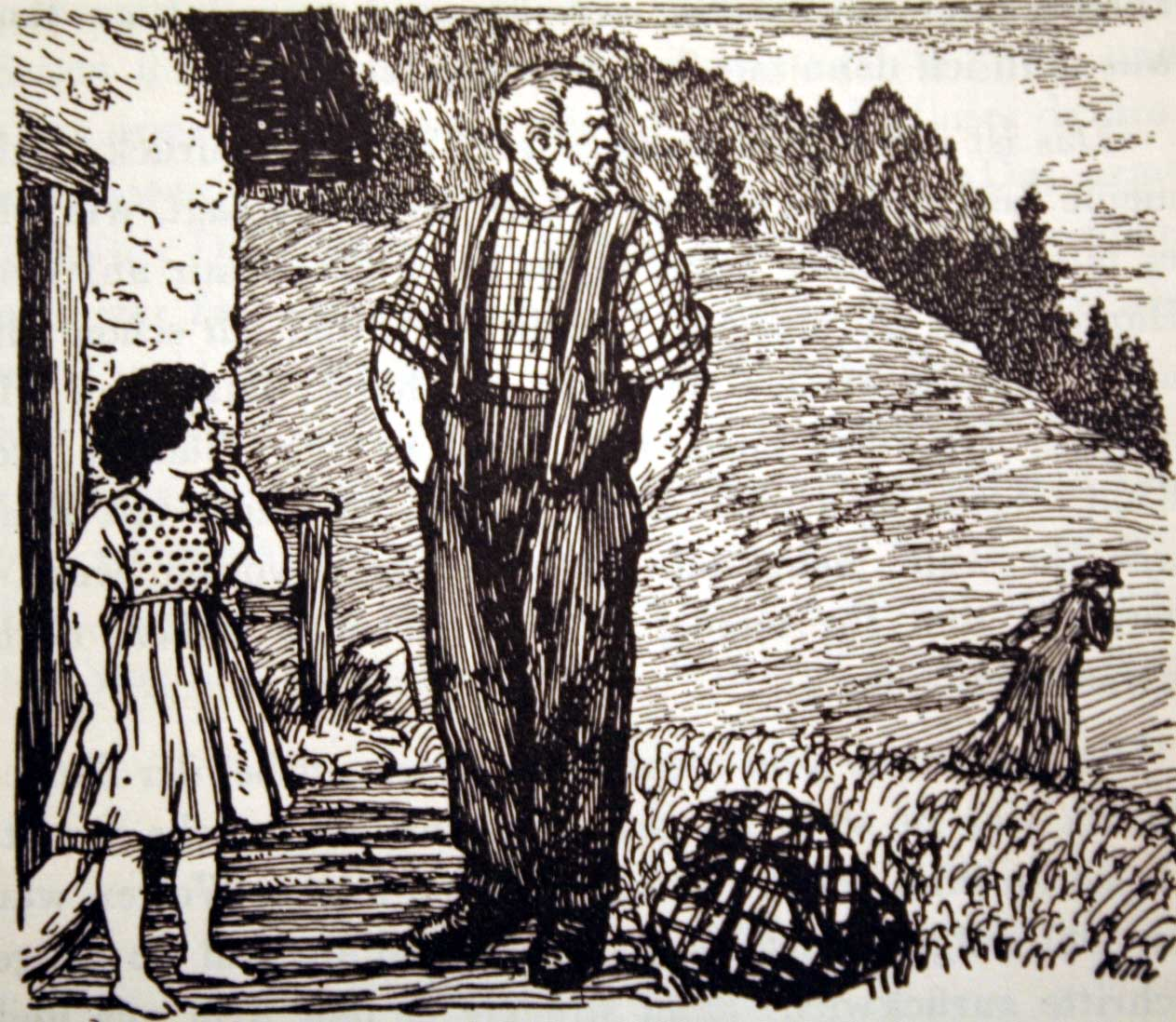
Тітка Дете поспішає геть після того, як залишила Гайді з дідусем

У місті Домлешг жили два брати. Старший розтратив сімейне багатство на пияцтво та азартні ігри, а молодший утік, щоб служити в армії Королівства обох Сицилій у Неаполі. Через роки молодший брат повертається з сином Тобіасом. Після того, як Тобіас навчався у Мельсі, батько з сином переїжджають до Дьорфлі (швейцарською німецькою — «маленьке село») у муніципалітеті Майєнфельд. Селяни поширювали чутки про життя батька в Неаполі. Чоловік стає відомим як дядько Альп, бо живе усамітнено на горі Альп. Дві сільські дівчини, сестри Дете й Адельгейда, подружилися з Тобіасом. Адельгейда і Тобіас одружуються, у них народжується донька, яку також звати Адельгейда, але ласкаво називають Гайді. Невдовзі через нещасний випадок на виробництві Тобіас гине, а Адельгейда від шоку помирає. Дядько Альп затаїв образу на Бога і став озлобленим.
Гайді зростає під опікою бабусі по матері та тітки Дете в Майєнфельді. Після смерті бабусі Дете отримує вигідну пропозицію роботи покоївкою у великому місті та забирає п'ятирічну Гайді до її суворого дядька Альпа. Спочатку дядько непривітно зустрічає дівчинку, але її допитливий розум і щира, безпосередня вдача швидко розтоплюють його серце. Гайді знайомиться з новими сусідами: юним пастухом Петером, його доброю матір'ю Брігіттою та сліпою бабусею. З кожною зміною пір року жителі гірської вершини, особливо Петер і бабуся, дедалі більше прив'язуються до Гайді, і вона відповідає їм взаємністю. Проте дідусь категорично відмовляється віддати Гайді до школи, вступаючи в конфлікт з місцевим пастором і вчителем, які намагаються переконати його, що призводить до неписьменності дівчинки.
Минає три роки, і Дете повертається, щоб забрати Гайді до Франкфурта. Там дівчинка має стати компаньйонкою для багатої дівчини на ім'я Клара Сеземан, яка не може ходити і вважається інвалідом. Клара зачарована простою дружелюбністю Гайді та її розповідями про життя на Альпійських луках. Її розважають усі кумедні випадки, спричинені наївністю Гайді та її незнанням міського життя. Однак сувора економка Сеземанів, фройлін Роттенмайєр, розцінює всі порушення порядку в домі як навмисну неслухняність і все більше обмежує волелюбну Гайді, забороняючи їй говорити про Альпи чи плакати за домом. Невдовзі Гайді починає жахливо сумувати за Альпами, стає тривожно блідою та худою. Єдина її розвага — це навчання читанню та письму за збіркою біблійних історій, до чого її заохочує бабуся Клари, фрау Сеземан, яка виявляє до неї довіру та прихильність і заохочує вірити в Бога та молитися. Пізніше фрау Сеземан дарує Гайді цю книгу.
Гостра туга Гайді за рідною домівкою проявляється епізодами лунатизму: дівчинка несвідомо спускається сходами та відчиняє двері, що спершу лякає домашніх, які списують це на привидів. Сімейний лікар наполягає на її поверненні додому, щоб запобігти серйозній хворобі. З великою радістю Гайді повертається в гори, несучи подарунки для друзів та книгу від фрау Сеземан, але особливу втіху знаходить у читанні гімнів сліпій бабусі Петера, яка вже не може робити це сама. Її щира віра торкає серце дядька Альпа. Одного дня Гайді читає йому історію про блудного сина з подарованої книги. Тієї ночі дядько Альп вперше за довгі роки звертається до молитви. Згодом він супроводжує Гайді до церкви, а наступної зими винаймає житло в селі, щоб дівчинка могла відвідувати школу.
Гайді та Клара підтримують міцний зв'язок через листування. Візит лікаря до Гайді надихає його порадити Кларі відвідати подругу, переконаного в цілющій силі гірського повітря та їхньої дружби. Наступного літа Клара приїздить і проводить незабутній час з Гайді, відновлюючи сили завдяки козячому молоку та свіжому гірському повітрю. Петер, відчуваючи заздрість до їхньої близькості, зіштовхує порожній інвалідний візок Клари з гори. Невдовзі його мучить каяття, і він зрештою зізнається у скоєному. Без візка Кларі нічого не залишається, як почати вчитися ходити; докладаючи зусиль, вона поступово досягає успіху. Її бабуся та батько переповнені безмежною радістю, побачивши Клару знову на ногах. Родина Сеземанів обіцяє забезпечити Гайді постійну опіку, якщо колись настане час, коли її дідусь не зможе про неї піклуватися.

## Персонажі
- Гайді. Життєрадісна і вільнолюбна дівчинка, яка осиротіла в ранньому дитинстві. На початку історії їй п'ять років. Гайді любить свого дідуся (дядька Альпа), красу і свіже повітря гір. Тільки фройлін Роттенмайєр називає її на ім'я «Адельгейд», в деяких перекладах «Аделаїда».
- Дідусь. Дідусь Гайді по батьковій лінії, сварливий відлюдник, який живе в хатині високо в горах. Інші люди, окрім Гайді, називають його (в деяких перекладах) «дядько Альп».
- Адельгейда. Мати Гайді, померла від лихоманки невдовзі після смерті чоловіка Тобіаса. У деяких перекладах пишеться як «Аделаїда».
- Тобіас. Батько Хайді, який загинув від балки, що впала йому на голову, коли Гайді була немовлям.
- Дете. Егоїстична та нечутлива тітка Гайді, сестра матері Гайді. Гайді жила з нею після смерті батьків. Дете є родичкою дідуся (прабабуся її сестри Адельгейди та бабуся дідуся були сестрами).
- Петер. Пастух кіз, який живе з матір'ю та бабусею в хатині на горі, розташованій між селом Дьорфлі та хатиною, де живе дідусь Гайді. На початку історії йому одинадцять років. Він похмурий, песимістичний і любить Гайді до такої міри, що шалено ревнує її до будь-кого з її оточення більше, ніж до нього.
- Брігітта. Мати Петера.
- Бабуся. Сліпа бабуся Петера, до якої прив'язується Гайді.
- Клара Зеземан. Тендітна дівчинка, яка не може ходити. Її мати померла, коли вона була маленькою. Батько часто буває у відрядженнях. Вона живе у великому домі з прислугою у Франкфурті. Їй було дванадцять років, коли до неї переїхала 8-річна Гайді.
- Герр Зеземан. Батько Клари, успішний бізнесмен, який часто подорожує.
- Фрау Зеземан. Клара та Гайді називають її «бабуся», вона є матір'ю пана Зеземана та бабусею Клари. Вона добра жінка і успішно заохочує Гайді вчитися читати.
- Доктор Класен. Друг пана Зеземана.
- Фройляйн Роттенмайєр. Сувора і зарозуміла економка в будинку пана Зеземана, яка вороже ставиться до Гайді.
- Себастьян. Слуга в домі Зеземана, добрий, але чепуристий.
- Тінетт. Наймичка в домі Зеземанів, презирлива та зневажлива.

## Переклади
Тринадцять англійських перекладів було зроблено між 1882 і 1959 роками британськими та американськими перекладачами: Луїзою Брукс, Гелен Б. Доул, Х. А. Мелкон, Гелен С. Вайт, Меріан Едвардс, Елізабет П. Сторк, Мейбл Ебботт, Філіпом Шайлером Алленом, Ширлі Воткінс, М. Розенбаумом, Ейлін Голл і Джой Ло. Станом на 2010 рік друкуються лише переклади Брукс, Едвардс та Голл. Передмову до англійського перекладу 1924 року написала Аделін Зачерт.
Станом на сьогоднішній день існує кілька видань книги «Гайді» Йоганни Шпірі українською мовою. Ось деякі з них:
- Шпірі, Йоганна. Гайді: повість / пер. з нім. Роман Матієв. — Тернопіль: Навчальна книга — Богдан, 2014. — 240 с. — (Серія «Світовид»). — ISBN 978-966-10-2734-2.[9]
- Шпірі, Йоганна. Гайді. Пригоди тривають: повість / пер. з нім. Роман Матієв. — Тернопіль: Навчальна книга — Богдан, 2014. — 176 с. — (Серія «Богданова шкільна наука»). — ISBN 978-966-10-1152-5.[10]
- Шпірі, Йоганна. Гайді / переказ Джині Вілліс; ілюстрації Брайоні Мей Сміт. — Київ: Життєрадісний Жираф, 2024. — 92 с. — ISBN 978-617-95363-4-2.[11]

## Основа дляГайді
У квітні 2010 року швейцарський вчений на ім'я Петер Отто Бюттнер виявив книгу, написану в 1830 році німецьким письменником Германом Адамом фон Кампом під назвою «Аделаїда: дівчина з Альп» (нім. Adelaide, das Mädchen vom Alpengebirge). Ці дві історії багато в чому схожі в сюжеті та образах. Біографиня Шпірі Регіна Шіндлер сказала, що цілком можливо, що Шпірі могла бути знайома з історією, оскільки вона виросла в грамотній родині з багатьма книгами.

## Адаптації

### Кіно і телебачення
За оригінальною історією було знято близько 25 кіно- та телепостановок. Фільми про Гайді були популярними далеко й широко, ставши величезним хітом, а японський мультсеріал став культовим у кількох країнах світу. Єдиним втіленням японського анімаційного телесеріалу, який вийшов на англійську мову, був дубльований повнометражний фільм-компіляція з використанням найважливіших епізодів телесеріалу, випущений на відео у Сполучених Штатах у 1985 році. Незважаючи на те, що в оригінальній книзі Гайді описується як особа з темним кучерявим волоссям, зазвичай її зображують білявкою.
Версії історії включають:
- «Гайді», фільм 1937 року з Ширлі Темпл у головній ролі.
- «Гайді», фільм 1952 року швейцарською німецькою та німецькою мовами, режисера Луїджі Коменчіні з Ельсбет Зіґмунд у головній ролі (знятий на натурі у Швейцарії), за яким був знятий сиквел «Гайді і Петер» у 1955 році, режисера Франца Шнайдера, також з пані Зіґмунд у головній ролі.
- «Гайдемарі, сирота з Енгельберга», австрійський фільм 1956 року, режисер Германн Кугельштадт.
- «Подарунок для Гайді» (1958), режисер Джордж Темплтон.[14]
- «До Фул», індійська сімейна драматична кіноадаптація А. Р. Кардара 1958 року на гінді, з Бебі Нааз у ролі Пурніми (Гайді) в головній ролі.
- «Гайді» (1959), музика Клея Варніка, адаптована Вільямом Фрідбергом з Нілом Саймоном.
- «Гайді», шестисерійний телесеріал BBC 1959 року з Сарою О'Коннор у головній ролі, з Марком Діґнамом у ролі її дідуся та Леслі Джадд у ролі Клари[15].
- «Гайді» — австрійський фільм 1965 року, режисера Вернера Якобса.[16]
- «Гайді» — телефільм 1968 року з Дженніфер Едвардс у головній ролі та Максиміліаном Шеллом і Майклом Редгрейвом. Саме ця версія стала сумнозвісною через те, що перервала гру в американський футбол, яка транслювалася того ж дня (17 листопада) на каналі NBC. За кілька хвилин до кінця гра між командами «Окленд Рейдерс» і «Нью-Йорк Джетс» була перервана, коли здавалося, що «Джетс» виграють. Проте, після перерви «Рейдерс» повернулися і перемогли «Джетс», а телеглядачі на східному узбережжі так і не побачили розв'язки. Телеканали показали остаточний рахунок (перемога Окленда 43-32) під час фільму, що ще більше розлютило футбольних фанатів. Цей інцидент призвів до політики не закінчувати висвітлення будь-яких спортивних ігор до їх завершення. Гра увійшла в історію професійного футболу як «Гра Гайді» або «Кубок Гайді».
- «Гайді» (Disneyland Storyteller Record), адаптація історії в стилі старого радіо 1968 року від Disneyland Records з музикою Camarata, записана в Лондоні, з Брендою Данніч, Джоном Вітті в головних ролях та представленням (для американської аудиторії) Ісанни Черчман в ролі Гайді.
- «Гайді, дівчина з Альп» — японський аніме-серіал 1974 року, знятий Ісао Такахата для Zuiyo Eizo (пізніше, Nippon Animation), дубльований різними мовами. Серіал був об'єднаний в англомовний фільм під назвою «Історія Гайді» (The Story of Heidi).
- «Гайді», екранізація BBC 1974 року з Еммою Блейк у головній ролі.[17]
- «Гайді» — 26-серійний швейцарсько-німецький телесеріал 1978 року з Катею Поллетін у головній ролі, який був дубльований різними мовами, зокрема англійською.[18]
- «Нові пригоди Гайді» (1978), режисер Ральф Сененскі.
- «Гайді: Дивовижна історія гірської дівчинки» (2 записи). Оповідання читає актриса Ірен Віді, пісню до фільму «Гайді» виконує Тоні Шмітт. Milan Entertainment, продукт Activ-Records, Altendorf, Schwyz Switzerland, 1980 (SLP 77).
- «Пісня Гайді», американський анімаційний фільм 1982 року, продюсером якого є Hanna-Barbera.
- «Піднімись на високу гору», християнський фільм 1987 року, який використовує персонажів повісті для ілюстрації послання про важливість любові та прощення.
- «Гора хоробрості», американський пригодницький драматичний фільм 1990 року, є продовженням роману Йоганни Шпірі «Гайді», знятий режисером Крістофером Лейчем.
- «Гайді» — спільний відео-арт Пола Маккарті та Майка Келлі, знятий у 1992 році.[19]
- «Гайді» — двосерійний американський телевізійний міні-серіал 1993 року з Нолі Торнтон у головній ролі Гайді. У серіалі також зіграли Джейн Сеймур у ролі міс Роттенмайєр, Джейсон Робардс у ролі дідуся та Лексі Рендалл у ролі Клари.
- «Гайді», анімаційний фільм 1995 року.
- «Гайді», анімаційний фільм 2005 року.
- «Гайді», британський повнометражний фільм 2005 року режисера Пола Маркуса з ірландською дитячою акторкою Еммою Болджер у головній ролі, а також Максом фон Сидовим та Діаною Рігг у головних ролях.
- «Гайді», швейцарсько-французько-іспансько-чеський телевізійний серіал 2007 року, дія якого відбувається в сучасному світі, з Елоді Болле в головній ролі дівчинки-підлітка Гайді.
- «Гайді 4 Лапи», комедійна адаптація 2008 року з балакучими собаками з голосом Анжели Ленсбері.
- «Гайді» — CGI-ремейк аніме-серіалу 1974 року, створений у 2015 році студією Studio 100 Animation, творцями «Бджілки Майї».[20]
- «Гайді» — швейцарський повнометражний фільм 2015 року, знятий режисером Аленом Гшпонером.
- «Гайді, ласкаво просимо в дім», аргентинська телесеріал 2017 року.

У 2025 році в контексті майбутнього 200-річчя Йоганни Шпірі в 2027 році було оголошено про два нових окремих німецькомовних телевізійних виробництва.
Театр
Сценічна музична адаптація «Гайді» з книгою та словами Франсуа Терієна, музикою Міні Грове та додатковими текстами Естер фон Вальцлебен, прем'єра якої відбулася в Південній Африці на Національному фестивалі мистецтв Кляйна Кару в 2016 році. У постановці режисера Терієна та музичного керівництва Давіда Боверхоффа, у постановці знялися Тобі Кронже (Роттенмайер), Давід Міннаар (Сеземанн), Альберт Маріц (дідусь), Ілзе Клінк (тітка Дете), Карлі Гейне (Гайді), Лінель Кеннед (Клара), Дін Балі (Пітер), Джил Міддлкоп і Марло Міннаар. Ляльок для постановки створив Гансі Вісагі.
Сценічна музична адаптація «Гайді з гори» (музика та слова Клода Ватта, книга Клода та Маргарет Вотт) була виконана в Сіднеї, Британська Колумбія, Канада, Mountain Dream Productions, прем'єра відбулася в 2007 році в театрі Чарлі Уайта, і з тих пір її повторювали кілька разів. У постановці 2007 року знялися Клод Вотт (дідусь), Маргарет Вотт (Роттенмаєр), Ріанн Крейг (Гайді) і Катріна Бріндл (Клара).

### Комп'ютерні ігри
Для мобільних пристроїв було випущено дві комп'ютерні ігри Heidi, останньою з яких є Heidi: Mountain Adventures. Обидві ігри засновані на телесеріалі Studio 100 2015 року та орієнтовані на дітей молодшого віку, містять навчальні елементи та серію міні-ігор.

### Графічний роман
Екранізація графічної новели має вийти в березні 2025 року ISBN 1524886408

## Гайділанд

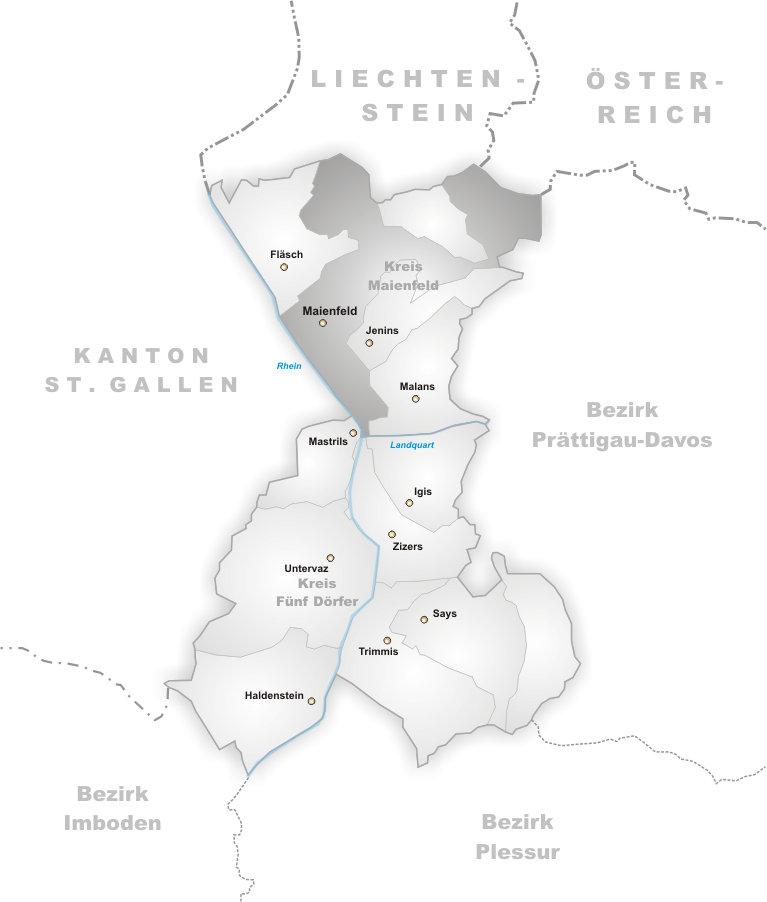
Майенфельд, головне місто Гайділанду

Гайділанд, названий на честь книг «Гайді», є важливим туристичним районом у Швейцарії, популярним особливо серед японських і корейських туристів. Маєнфельд є центром того, що називається Гайділанд; одне з сіл, яке раніше називалося Оберрофельс, фактично перейменовано на «Гайдідорф». Гайділанд знаходиться в районі під назвою Граубюнден; його критикують як «смішне, інфантильне кліше» і «більш яскравий приклад гіперреальності».

## Продовження

### Фільми
У 1990 році сценаристи Вівер Вебб і Фред і Марк Брогер, а також режисер Крістофер Літч створили фільм «Гора мужності» з Чарлі Шіном і Джульєтт Катон у ролі Гайді. Оголошений як продовження історії Шпірі, фільм є анахронізмом, оскільки він зображує Гайді підлітком під час Першої світової війни, незважаючи на те, що оригінальний роман (де Гайді лише п'ять років) був опублікований у 1881 році.

## Рецепція

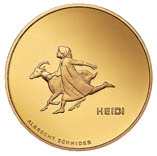
Гайді на швейцарській пам'ятній монеті номіналом 50 швейцарських франків, 2001 рік

Книгу критикували за чорно-білі зображення персонажів та ідеалізацію пастирського життя.
В Японії, з моменту свого першого японського перекладу в 1906 році, книга вплинула на загальний, стереотипний образ Швейцарії для японців, особливо для туристів, багато з яких відвідують парк Гайді Село.